# سیارک ۱۸۰۹۵
سیارک ۱۸۰۹۵ (به انگلیسی: 18095 Frankblock، نامگذاری:2000LL5) هجده هزار و نود و پنجمین سیارک کشف شده‌است که در ۵ ژوئن ۲۰۰۰ کشف شد.
قدر مطلق سیارک برابر ۱۹.۵ است.